# Serge Moisson
 (décembre 2021).
 (décembre 2021).
Serge Moisson, né le 18 mai 1944, est un acteur, animateur de radio et de télévision, producteur et écrivain d'origine française et vivant en Suisse.

## Comédien
Emplois : Valet de comédie et personnages de : Labiche, Feydeau, Maupassant .....
Après avoir suivi des cours au centre dramatique de la rue Blanche et au conservatoire d'art dramatique à Paris, il est pensionnaire du Théâtre Royal du gymnase de Liège pendant la saison 1967 - 1968. Il joue également à Montreux, puis à l'Opéra de Lausanne de 1987 à 1993.

### Téléfilms
- Les Taupins, réalisé par Jean Pignol pour TF1
- Agrippa d'Aubigné, réalisé par Jean Pignol pour TF1
- Le Fou, réalisé par Claude Goretta pour la TSR
- Les Dames de Cœur, réalisé par Paul Siegrist pour la TSR
- Chat en Poche de Feydeau, réalisé par Paul Siegrist pour la TSR

## Animateur

### À la radio
Présent à la radio depuis juillet 1968, il présente et produit nombre d'émissions de divertissements ou musicales sur La Première ou sur Espace 2. Il est également animateur du Journal de Midi, puis du Journal du Matin.
Parmi de nombreuses émissions, il anime le magazine Instantan, À boire et à manger avec Catherine Michel, Plans séquences avec Patrick Ferla, mais aussi Pousse-café, Mille-feuilles, Café des Arts.
Depuis juin 2009, il anime la chronique De vive voix sur le podcast et la webradio suisse : Voxinox et participe chaque mois à L'Horloge de Sable, une production de Christian Ciocca sur RTS Espace 2, en présentant son archive inédite, ses grandes rencontres avec des artistes depuis les années 1970.

### Commevoix off
Il assure le commentaire en voix off des feux d'artifice des Fêtes de Genève et de La Ronde à Montréal entre 1980 et 2002. Il enregistre également un guide touristique de la vieille ville de Genève en 2006.

### À la télévision
Il anime plusieurs émissions à la Télévision suisse romande, successivement Bonsoir (de 1969 à 1973), Quadrillages (en 1974 et 1975) et Faussaire.ch (en 2000 et 2001). Il présente également le Concours Eurovision de la chanson de 1977 à 1988, ainsi que de nombreux reportages dans les festivals de musique classique. 
Il anime et produit également l'émission Nous chez vous entre 2000 et 2003 sur la télévision locale Télévision de la région lausannoise.

### Comme production et réalisateur
- Naissance d'un Opéra (documentaire court-métrage)
- Gabriel Bacquier chante Mozart (portrait réalisé en 2005)
- Profession chanteur (documentaire)
- Une vie pour l'Opéra (Portrait de Renée Auphan - 2008)

## Publications
Gabriel Bacquier en quelques notes, Slatkine, 2006

## Source
Site officiel